# في شقة مصر الجديدة (فلم)
في شقة مصر الجديدة فيلم مصري من إنتاج عام 2007
فيلم من إخراج محمد خان وسيناريو وسام سليمان. ولقد أهداه محمد خان إلى ليلى مراد صاحبة الأغنية الشهيرة أنا قلبي دليلي التي تعيد ريهام عبد الحكيم غنائها في الفيلم.

## أحداث الفيلم
تدور أحداث الفيلم حول نجوي غادة عادل التي تعيش في المنيا وتذهب إلى القاهرة في رحلة مدرسية وتنتهز الفرصة لتبحث عن تهاني مدرستها الأولي التي علمتها الموسيقي والتي تعيش في شقة بمصر الجديدة ولكنها تفاجأ بان مدرستها رحلت من الشقة وتجد في الشقة يحيى خالد أبو النجا وفي نهاية الفيلم تأتي رساله إلى نجوى من معلمتها تهاني وفي الحظه الأخيرة تتخلى نجوى عن سماع الرسالة من أجل الحب الذي هو الأول في حياتها.

## شخصيات الفيلم
- نجوى / غادة عادل

فتاة من المنيا تحب مدرسة الموسيقى تهاني جداً وكانت السبب وراء طردها من المدرسة إلا أنها تتعلم منها معنى الحب ويظلان على اتصال من خلال الرسائل والاهداءات إلى أن تختفي تهاني. وتبدأ نجوى رحلتها في البحث عن مدرستها في القاهرة وتقابلها العديد من المفاجأت.
- يحيى / خالد أبو النجا

شاب يعمل في البورصة له حياته الخاصة التي يعيشها وله وجهة نظر فيها. يشعر بالوحدة على الرغم من أن لديه العديد من الأصدقاء إلى أن يقابل نجوى التي تبحث عن مدرستها ويعيش معها مشاعر مختلفة.
- حياة / عايدة رياض

صاحبة دار للمغتربات في القاهرة تقابلها نجوى في رحلتها. تعيش معها ومع طالبات المنزل العديد من المواقف المؤلمة والمضحكة.
- عيد / أحمد راتب

سائق تاكسي تقابله نجوى أثناء مشوارها إلى مصر الجديدة. يقوم بتوصيلها إلى محطة مصر ويتعامل معها على أنها ابنته.
- شفيق / يوسف داود

صاحب المنزل الذي يعيش فيه يحيى والذي كانت تعيش فيه تهاني مدرسة الموسيقى التي تبحث عنها نجوى. كانت بينه وبين تهاني علاقة حب طويلة إلا أنها فشلت بهروب تهاني.
- داليا / مروة حسين

صديقة يحيى تعمل معه في البورصة. مطلقة وتقيم علاقة مع يحيى إلا أن هذه العلاقة تفشل بظهور نجوى في حياة يحيى 
- مروة /(دنيا مسعود) طالبة مغتربة تعيش في دار المغتربات وتتشارك ونجوى الغرفة، تحاول الانتحار بسبب حبيبها وتنقذها نجوى .

## جوائز ومهرجانات
- جائزة أفضل فيلم عربي في مهرجان دمشق السينمائي 2007 [1]
- جائزة الخنجر الفضي والجائزة الخاصة للجنة النقاد والصحفيين في مهرجان مسقط السينمائي 2008
- جائزة أحسن مخرج وأحسن ممثلة غادة عادل في مهرجان المركز الكاثوليكي 2008
- شارك في مهرجان دبي السينمائي 2007
- شارك في مهرجانين بالم سبرينجز وسان رفايل بالولايات المتحدة 2008.
- مثل مصر في جائزة مهرجان الأوسكار للفيلم الأجنبي 2008 ولكنه لم يتم قبوله للترشح للجائزة.

## روابط خارجية
- مقالات تستعمل روابط فنية بلا صلة مع ويكي بيانات